# Anthony Belleau
Anthony Belleau (Villeneuve-sur-Lot, 8 aprile 1996) è un rugbista a 15 francese, che gioca come mediano di apertura nel Tolone in Top 14.

## Biografia
Belleau trascorse la sua infanzia nel paese di Monflanquin ed iniziò a giocare a rugby nell'Entente des 4 Cantons, compagine che riuniva i ragazzi dei villaggi vicini. Nel 2012 si trasferì, in quanto entrò a far parte delle giovanili dell'Agen. Una volta compiuti i diciotto anni e completato il liceo, fu ingaggiato per entrare nel centro di formazione del Tolone, squadra dove trascorse le prime due annate nel settore giovanile. All'inizio della stagione 2016-17 il nuovo allenatore del club provenzale Diego Domínguez decise di aggregarlo alla prima squadra e, nel settembre 2016, lo fece esordire in Top 14 nella sfida contro il Racing 92. Successivamente, anche a causa dei numerosi cambi di guida tecnica nel corso del campionato, Belleau trovò meno spazio; con l'arrivo, nell'aprile 2017, di Richard Cockerill come capo allenatore il suo impiego aumentò considerevolmente, tanto che debuttò anche in European Rugby Champions Cup durante il quarto di finale contro Clermont. La sua definitiva consacrazione avvenne quando, a causa di un infortunio subito da François Trinh-Duc, giocò come titolare la semifinale di campionato contro La Rochelle dove, con un drop allo scadere, condusse Tolone alla finale che disputò anch'essa dal primo minuto. Queste sue ultime prestazioni impressionarono così tanto il presidente Mourad Boudjellal da convincerlo a rompere un pre-accordo che prevedeva la cessione in prestito per un anno del giovane mediano di apertura all'Agen. Nelle annate successive si impose come titolare stabile e firmò, nel dicembre 2018, un rinnovo fino al 2022.
Belleau fu selezionato nelle rappresentative giovanili francesi fin da quando aveva 18 anni. Con la nazionale under-20 transalpina prese parte a due edizioni del campionato mondiale giovanile, nel 2015 e nel 2016, oltre ad aver disputato il Sei Nazioni Under-20 nel 2016. Il suo esordio con la Francia avvenne nell'incontro con la Nuova Zelanda nel novembre 2017; il commissario tecnico Guy Novès lo schierò come mediano di apertura titolare e lo ripropose in questo ruolo nella successiva partita contro il Sudafrica, dove Belleau segnò la sua prima meta in nazionale. Il nuovo selezionatore Jacques Brunel lo convocò per il Sei Nazioni 2018 e lo fece subentrare dalla panchina nei primi due incontri con Irlanda e Scozia. A seguito, però, della "notte brava" trascorsa ad Edimburgo dopo la sconfitta contro gli scozzesi, fu escluso, insieme ad altri compagni, dai selezionati per la continuazione del torneo. Riguadagnò la maglia dei Bleus in occasione del loro tour estivo, durante il quale giocò dal primo minuto tutti e tre le amichevoli contro gli All Blacks. Successivamente disputò anche i tre test-matches della finestra internazionale del novembre 2018.
Nel giugno 2017, Belleau fu incluso tra i convocati per il tour in Sudafrica dei Barbarians francesi, con i quali scese in campo in due occasioni.